# Arnold Busch
Arnold Busch (* 5. Mai 1876 in Grünenplan; † 15. Oktober 1951 in Cismar) war ein deutscher Maler und Grafiker.

## Biografie

Interieur eines Bauernhauses; Öl auf Leinwand

Geboren wurde Arnold Busch in Grünenplan (jetzt Teil von Delligsen) in Niedersachsen. Aufgrund seiner künstlerischen Begabung studierte er Kunst an der Akademie in Dresden und war Schüler von Carl Bantzer und Philipp Franck. Er unternahm Studienreisen nach Italien, Russland, Frankreich, Ceylon und Indien. 1901 erhielt er einen Lehrauftrag an der Königlichen Kunst- und Gewerbeschule in Breslau, die ihm 1912 den Professorentitel verlieh. Im Januar 1915 wurde er zum Armee-Oberkommando als Kriegsmaler abkommandiert. Die folgenden drei Jahre verbrachte er hauptsächlich an der Ostfront in verschiedenen Stabsquartieren. Die Briefe, die er in dieser Zeit an seine Frau in Breslau schrieb, werden in der Stuttgarter Bibliothek für Zeitgeschichte aufbewahrt. 1918 kaufte er ein Haus in Falkenhain in der Nähe von Altheide-Bad. Das Haus brannte im Januar 1945 vollständig ab (kein Zusammenhang mit dem Krieg). Dort lebte er mit seiner Familie bis 1946.
Busch war von 1937 bis 1944, außer 1941, auf allen Großen Deutschen Kunstausstellungen in München mit Bildern vertreten, die den nazistischen Kunstvorstellungen entsprachen. Dabei erwarb Hitler 1938 alle drei ausgestellten Bilder, darunter Zeichnungen der Nazi-Kulturfunktionäre Hanns Johst und Peter Raabe und 1939 Porträts der beiden deutschen Militärs aus dem Weltkrieg Reinhard Scheer und Martin Saltzwedel 1943 zeigte Busch ein Ganzfigurenporträt des Nazi-Militärs Ernst Busch. Der Nazi-Führer Martin Bormann erwarb 1944 für 3000 RM das Bildnis meines Sohns in Ritterrüstung.
Nach der Niederlage Deutschlands im Zweiten Weltkrieg musste Busch das Haus in Falkenhain verlassen. Er zog nach Cismar, in der Nähe des Ostseebades Grömitz an der Küste der Lübecker Bucht, wo er 1951 starb.
Busch malte überwiegend Landschaften und Porträts (z. B. Paul von Hindenburg und Erich Ludendorff (1916) und Joseph Goebbels (1937)) und er beteiligte sich an zahlreichen Ausstellungen in Breslau, Berlin, Hamburg, Dortmund und Wien. Er war außerdem Mitglied des Künstlerbundes Schlesien bis zu dessen Auflösung 1936.
Arnold Busch war Vater des Hamburger Illustrators Wilhelm Martin Busch (1908–1987).